# Augustinern 55 (Quedlinburg)

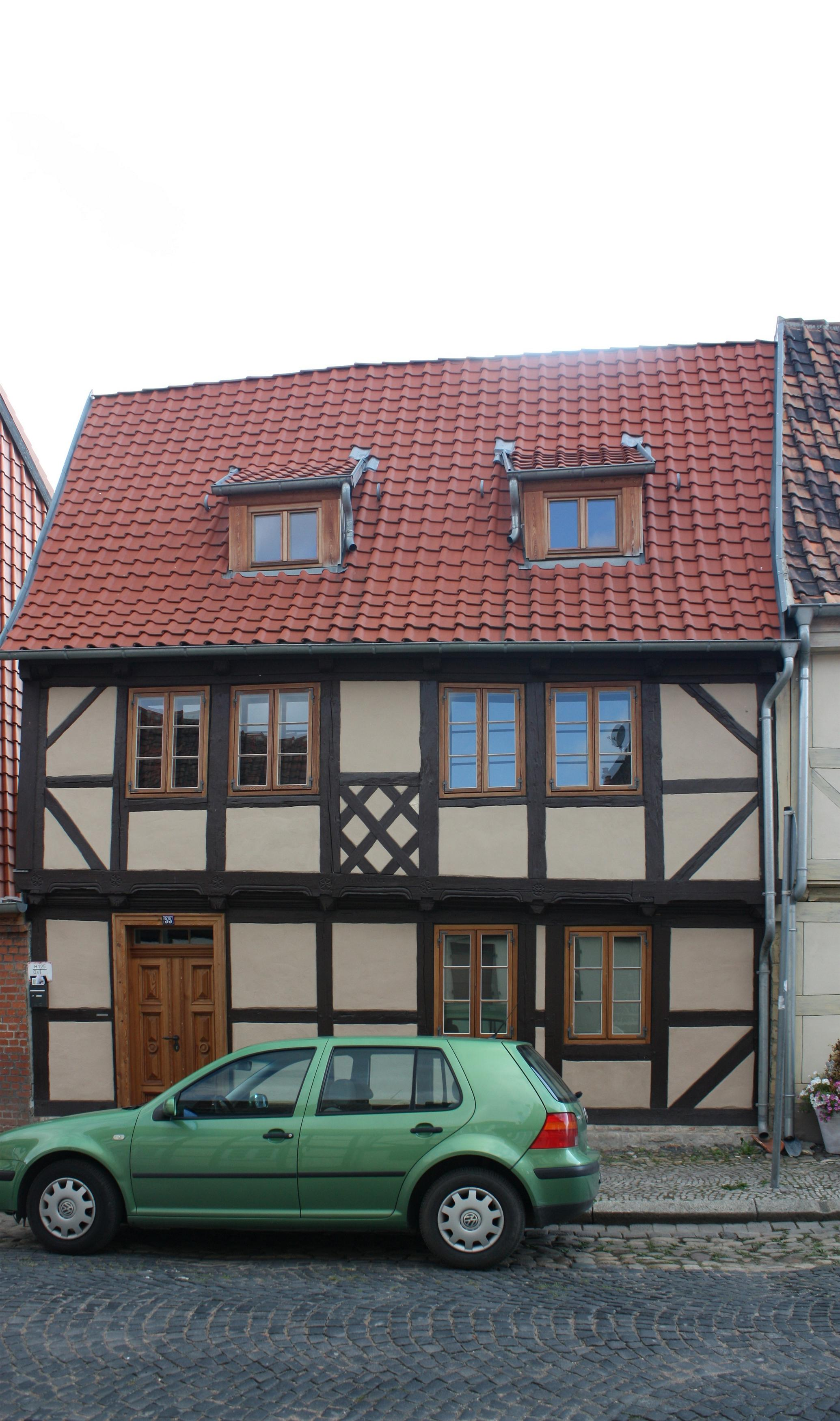
Haus Augustinern 55

Das Haus Augustinern 55 ist ein denkmalgeschütztes Gebäude in der Stadt Quedlinburg in Sachsen-Anhalt.

## Lage
Es befindet sich im nördlichen Teil der historischen Quedlinburger Neustadt und gehört zum UNESCO-Weltkulturerbe. Im Quedlinburger Denkmalverzeichnis ist es als Handwerkerhof eingetragen.

## Architektur und Geschichte
Der Hof besteht aus einem nach einer Bauinschrift im Jahr 1670 entstanden, traufständig an der Straße stehenden Wohnhaus und einem um 1700 errichteten Wirtschaftsflügel. Die Gebäude sind in Fachwerkbauweise gebaut, wobei sie später verputzt wurden. Bei einer Sanierung des Anwesens Anfang des 21. Jahrhunderts durch das Architekturbüro qbatur wurde das Fachwerk wieder freigelegt. Das Fachwerk weist Pyramidenbalkenköpfe, Rautenkreuz und kurzen Streben zu den Eckständern auf.